# Bacteria magnifica
Bacteria magnifica är en insektsart som först beskrevs av Morgan Hebard 1933.  Bacteria magnifica ingår i släktet Bacteria och familjen Diapheromeridae. Inga underarter finns listade.